# Ferdowsis mausoleum

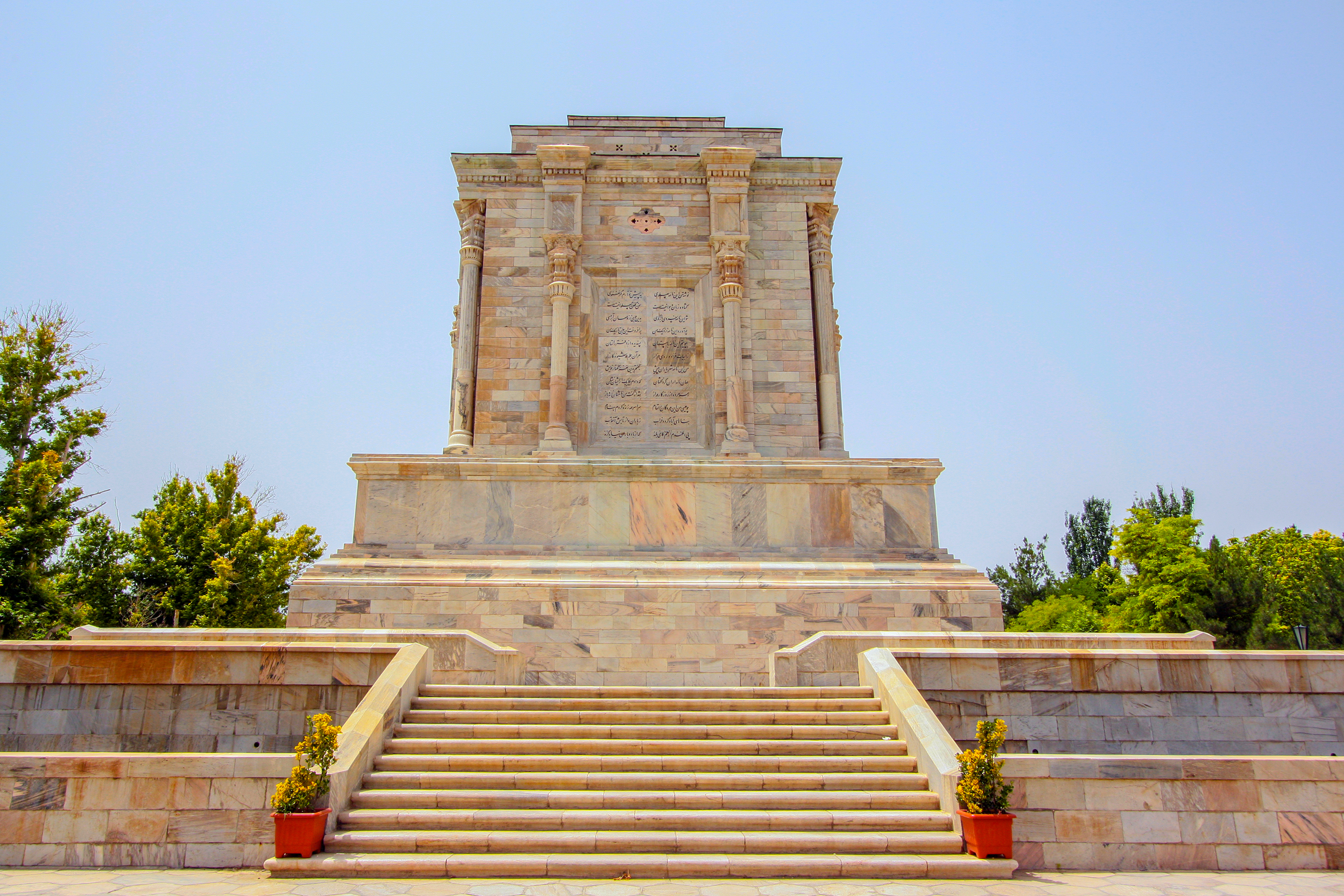
Ferdowsis mausoleum.

Ferdowsis mausoleum (persiska: آرامگاه فردوسی) är den iranske poeten Hakim Abu al-Qasim Ferdousis mausoleum som uppfördes 1934 på direktiv av shahen Reza Pahlavi. Hans gravplats ligger 24 km från Mashhad på vägen mot Tus.

## Bilder

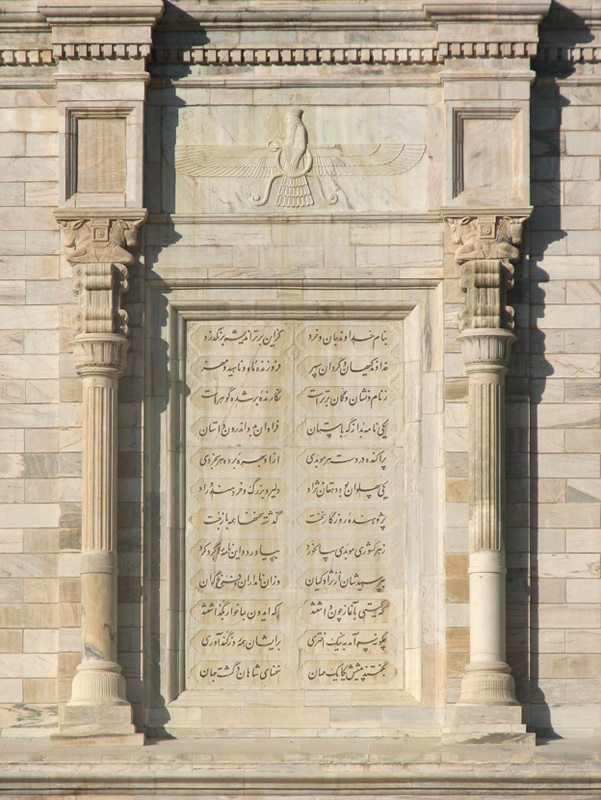
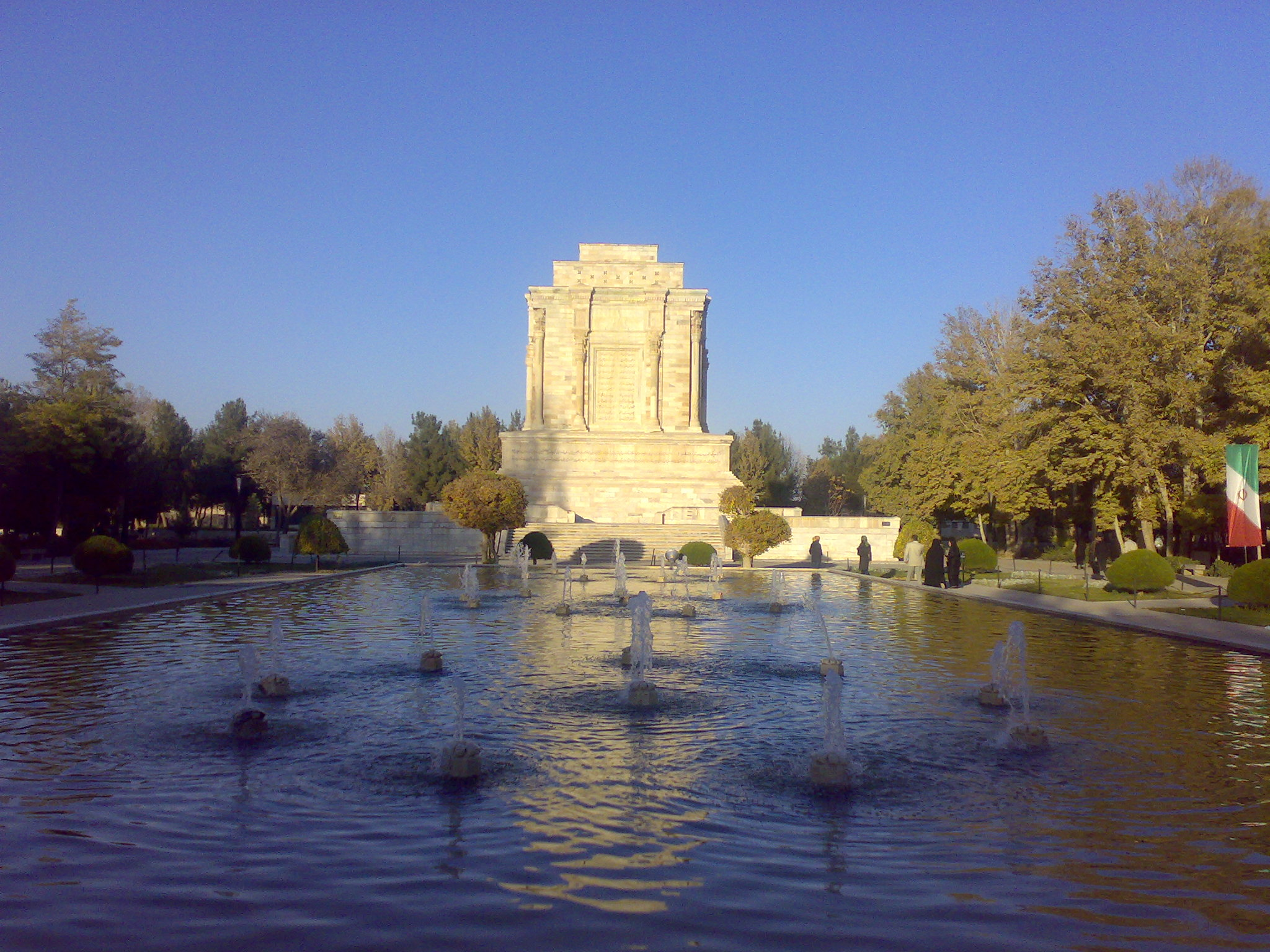